# 181 f.Kr.

## Händelser

### Efter plats

#### Egypten
- Ptolemaios V blir förgiftad efter 24 års styre, under vilket det egyptiska kungariket har minskat i makt och inflytande och har förlorat det mesta av sitt imperium utanför själva Egypten, förutom Cypern och Kyrenaika. Den äldste av hans två söner, Ptolemaios VI Filometor, efterträder honom, men då han är omyndig härskar han under sin mors, Kleopatra Syra, förmyndarskap.

#### Romerska republiken
- Rom grundar en koloni i Aquileia, på den smala landremsan mellan bergen och lagunerna, som en gränsfästning för att hålla illyriernas framfart i schack.

#### Mindre Asien
- Farnakes I av Pontos bestämmer sig för att anfalla både Eumenes II av Pergamon och Ariarathes IV av Kappadokien och därför invaderar han Galatien med en stor styrka. Eumenes leder en armé för att möta honom, men stridigheterna avbryts snart, efter att några romerska sändebud, utnämnda av den romerska senaten, har anlänt för att hitta orsaken till missämjan. Förhandlingar inleds i Pergamon men man lyckas inte nå något avgörande, då Farnakes krav avvisas av romarna, som varande oacceptabla. På grund av detta återupptas kriget mellan Pontos, Pergamon och Kappadokien.

## Avlidna
- Ptolemaios V Epifanes, ptolemaisk härskare av Egypten som har styrt sedan 204 f.Kr.